# Canton de Beauvais-2
Le canton de Beauvais-2 est une circonscription électorale française située dans le département de l'Oise et la région Hauts-de-France.

## Histoire
Un nouveau découpage territorial de l'Oise (département) entre en vigueur à l'occasion des élections départementales de 2015. Il est défini par le décret du 20 février 2014, en application des lois du 17 mai 2013 (loi organique 2013-402 et loi 2013-403). Les conseillers départementaux sont, à compter de ces élections, élus au scrutin majoritaire binominal mixte. Les électeurs de chaque canton élisent au Conseil départemental, nouvelle appellation du Conseil général, deux membres de sexe différent, qui se présentent en binôme de candidats. Les conseillers départementaux sont élus pour 6 ans au scrutin binominal majoritaire à deux tours, l'accès au second tour nécessitant 12,5 % des inscrits au 1er tour. En outre la totalité des conseillers départementaux est renouvelée. Ce nouveau mode de scrutin nécessite un redécoupage des cantons dont le nombre est divisé par deux avec arrondi à l'unité impaire supérieure si ce nombre n'est pas entier impair, assorti de conditions de seuils minimaux. Dans l'Oise, le nombre de cantons passe ainsi de 41 à 21.
Le canton de Beauvais-2 est créé par ce décret. Il est formé de communes des anciens cantons de Beauvais-Sud-Ouest (4 communes), de Auneuil (12 communes), de Le Coudray-Saint-Germer (9 communes) et de Noailles (1 commune) et d'une fraction de la commune de Beauvais. Il est entièrement inclus dans l'arrondissement de Beauvais. Le bureau centralisateur est situé à Beauvais.

## Représentation
| Période élective | Période élective | Mandat | Mandat   | Identité        | Nuance | Nuance | Qualité |
| ---------------- | ---------------- | ------ | -------- | --------------- | ------ | ------ | --- |
| 2015             | 2021             | 2015   | 2021     | Nadège Lefebvre |        | LR     | Responsable des ressources humaines Ancienne maire de Lachapelle-aux-Pots Présidente du Conseil départemental |
| 2015             | 2021             | 2015   | 2021     | Franck Pia      |        | UDI    | Responsable du service expertise juridique et aménagement du territoire à la Chambre d'Agriculture de l'Oise Premier adjoint au maire de Beauvais Ancien conseiller régional de Picardie (2004-2015) Vice-président chargé de l'administration générale, services au public, financements européens |
| 2021             | 2028             | 2021   | en cours | Nadège Lefebvre |        | LR     | Conseillère sortante, Présidente du conseil départemental |
| 2021             | 2028             | 2021   | en cours | Franck Pia      |        | UDI    | Conseiller sortant, Vice-président chargé de l’éducation, de la jeunesse, de la citoyenneté et des fonds européens |

### Résultats détaillés

#### Élections de mars 2015
À l'issue du 1er tour des élections départementales de 2015, deux binômes sont en ballottage : Sébastien Chenu et Florence Italiani (FN, 33,67 %) et Nadège Lefebvre et Franck Pia (Union de la Droite, 31,48 %). Le taux de participation est de 51,74 % (15 869 votants sur 30 673 inscrits) contre 51,32 % au niveau départemental et 50,17 % au niveau national.
Au second tour, Nadège Lefebvre et Franck Pia (Union de la Droite) sont élus avec 58,49 % des suffrages exprimés et un taux de participation de 52,37 % (8 526 voix pour 16 062 votants et 30 673 inscrits).

#### Élections de juin 2021
Le premier tour des élections départementales de 2021 est marqué par un très faible taux de participation (33,26 % au niveau national). Dans le canton de Beauvais-2, ce taux de participation est de 31,64 % (10 006 votants sur 31 621 inscrits) contre 32,46 % au niveau départemental. À l'issue de ce premier tour, deux binômes sont en ballottage : Nadège Lefebvre et Franck Pia (DVD, 56,51 %) et Véronique Boulanger et Julien Holderbaum (RN, 25,35 %).
Le second tour des élections est marqué une nouvelle fois par une abstention massive équivalente au premier tour. Les taux de participation sont de 34,36 % au niveau national, 32,8 % dans le département et 32,6 % dans le canton de Beauvais-2. Nadège Lefebvre et Franck Pia (DVD) sont élus avec 73,53 % des suffrages exprimés (7 079 voix pour 10 308 votants et 31 624 inscrits),,.

## Composition
| Nom                              | Code Insee | Intercommunalité   | Superficie (km2) | Population (dernière pop. légale)                | Densité (hab./km2) | Modifier                                    |
| -------------------------------- | ---------- | ------------------ | ---------------- | ------------------------------------------------ | ------------------ | ------------------------------------------- |
| Beauvais (bureau centralisateur) | 60057      | CA du Beauvaisis   | 33,31            | Fraction : 21 058 (2022) Commune : 55 906 (2022) | 1 678              | modifier les données · modifier les données |
| Allonne                          | 60009      | CA du Beauvaisis   | 15,45            | 1 737 (2022)                                     | 112                | modifier les données · modifier les données |
| Auneuil                          | 60029      | CA du Beauvaisis   | 27,33            | 2 895 (2022)                                     | 106                | modifier les données · modifier les données |
| Auteuil                          | 60030      | CA du Beauvaisis   | 11,92            | 553 (2022)                                       | 46                 | modifier les données · modifier les données |
| Berneuil-en-Bray                 | 60063      | CA du Beauvaisis   | 15,15            | 819 (2022)                                       | 54                 | modifier les données · modifier les données |
| Flavacourt                       | 60235      | CC du Pays de Bray | 18,51            | 677 (2022)                                       | 37                 | modifier les données · modifier les données |
| Frocourt                         | 60264      | CA du Beauvaisis   | 6,44             | 522 (2022)                                       | 81                 | modifier les données · modifier les données |
| Goincourt                        | 60277      | CA du Beauvaisis   | 6,52             | 1 582 (2022)                                     | 243                | modifier les données · modifier les données |
| La Houssoye                      | 60319      | CC du Vexin-Thelle | 6,50             | 605 (2022)                                       | 93                 | modifier les données · modifier les données |
| Labosse                          | 60331      | CC du Pays de Bray | 14,22            | 457 (2022)                                       | 32                 | modifier les données · modifier les données |
| Lachapelle-aux-Pots              | 60333      | CC du Pays de Bray | 9,85             | 1 534 (2022)                                     | 156                | modifier les données · modifier les données |
| Lalande-en-Son                   | 60343      | CC du Pays de Bray | 5,99             | 598 (2022)                                       | 100                | modifier les données · modifier les données |
| Lalandelle                       | 60344      | CC du Pays de Bray | 11,23            | 521 (2022)                                       | 46                 | modifier les données · modifier les données |
| Aux Marais                       | 60703      | CA du Beauvaisis   | 5,71             | 911 (2022)                                       | 160                | modifier les données · modifier les données |
| Ons-en-Bray                      | 60477      | CC du Pays de Bray | 13,95            | 1 375 (2022)                                     | 99                 | modifier les données · modifier les données |
| Porcheux                         | 60510      | CC du Vexin-Thelle | 4,71             | 675 (2022)                                       | 143                | modifier les données · modifier les données |
| Rainvillers                      | 60523      | CA du Beauvaisis   | 6,50             | 892 (2022)                                       | 137                | modifier les données · modifier les données |
| Saint-Aubin-en-Bray              | 60567      | CC du Pays de Bray | 6,38             | 1 193 (2022)                                     | 187                | modifier les données · modifier les données |
| Saint-Léger-en-Bray              | 60583      | CA du Beauvaisis   | 4,43             | 376 (2022)                                       | 85                 | modifier les données · modifier les données |
| Saint-Martin-le-Nœud             | 60586      | CA du Beauvaisis   | 5,46             | 1 080 (2022)                                     | 198                | modifier les données · modifier les données |
| Saint-Paul                       | 60591      | CA du Beauvaisis   | 9,52             | 1 612 (2022)                                     | 169                | modifier les données · modifier les données |
| Sérifontaine                     | 60616      | CC du Pays de Bray | 20,43            | 2 798 (2022)                                     | 137                | modifier les données · modifier les données |
| Le Vaumain                       | 60660      | CC du Pays de Bray | 8,10             | 409 (2022)                                       | 50                 | modifier les données · modifier les données |
| Le Vauroux                       | 60662      | CC du Pays de Bray | 9,74             | 500 (2022)                                       | 51                 | modifier les données · modifier les données |
| Villers-Saint-Barthélemy         | 60681      | CC du Pays de Bray | 9,90             | 470 (2022)                                       | 47                 | modifier les données · modifier les données |
| Warluis                          | 60700      | CA du Beauvaisis   | 11,44            | 1 220 (2022)                                     | 107                | modifier les données · modifier les données |
| Canton de Beauvais-2             | 6002       |                    |                  | 47 069 (2022)                                    |                    | modifier les données                        |

Le canton de Beauvais-2 comprenait à sa création :
1. vingt-six communes,
2. la partie de la commune de Beauvais non incluse dans le canton de Beauvais-1, soit celle située au sud d'une ligne définie par l'axe des voies et limites suivantes : depuis la limite territoriale de la commune de Goincourt, cours de la rivière Avelon, rivière de Saint-Quentin, rue Lucien-Lainé, rue du Général-Leclerc, cours Scellier, boulevard Antoine-Loisel, rue Saint-Pierre, rue des Jacobins, rue Pierre-Jacoby, rue de la Madeleine, boulevard Jules-Brière, rue du Thérain, rue du Pont-d'Arcole, rue Louis-Coatalen, rue du Pont-d'Arcole, rue de l'Abbé-Pierre, avenue John-Fitzgerald-Kennedy, ligne de chemin de fer jusqu'à la limite de la commune de Therdonne.

À la suite de la création au 1er janvier 2017, de la commune nouvelle d'Auneuil, le canton comprend désormais vingt-cinq communes entières et une fraction.

## Démographie
En 2022, le canton comptait 47 069 habitants, en évolution de +2,53 % par rapport à 2016 (Oise : +0,87 %, France hors Mayotte : +2,11 %).
| 2013   | 2018   | 2022   |
| ------ | ------ | ------ |
| 44 535 | 46 592 | 47 069 |